# منجیک ترمذی
ابوالحسن علی بن محمد مُنجیکِ ترمذی شاعر ایرانی نیمه دوم سده چهارم هجری است. شعرهایش بیشتر جنبهٔ هزل و هجو دارند.

مردی تیززبان، هزل‌آیین، تندطبع، زبان‌آور، بلیغ و نکته‌دان بود که کسی از تیر طعنش نرستی و از کمند هجوش نجستی، سینهٔ اهل کینه را به خدنگ هجا خستی و دست اهل زمان را به کمند هزل بستی.

منجیک شاعر دربار چغانیان بوده و برخی از امیران چغانی را مدح گفته است. او هم‌روزگار با طاهر چغانی (مرگ: ۳۸۱ ق) بوده است.
دربارهٔ چیرگی منجیک در سرودن هزل و هجو، سوزنی سمرقندی شاعر سدهٔ ششم هجری او را برترین نمونهٔ شاعرانی از این دست خوانده و خود را با او چنین سنجیده است:
| من آن کسم که چو کردم به هجو گفتن رای |  | هزار منجیک اندر برم ندارد پای |

دیوان منجیک در سدهٔ پنجم هجری در ایران شناخته‌شده بوده است، آن‌چنان‌که قطران تبریزی در دیدار با ناصر خسرو در تبریز مشکلاتش را از این دیوان از او پرسیده است. اشعار منجیک در جُنگ‌ها، تذکره‌ها و کتب لغت پراکنده است. از اوست:
| نیکو گل دورنگ را نگه کن  |  | دُرّ است به زیر عقیق ساده  |
| یا عاشق و معشوق روزِ خلوت |  | رخساره به رخساره برنهاده |

## دیوان منجیک
دیوان اشعار منجیک ترمذی، به‌همراه پاره‌ای از اشعار پراکنده او در جنگ‌های اشعار، در سال ۱۳۹۱ توسط آقای  احسان شواربی مقدم، تصحیح و منتشر شده است که مشتمل بر ابیات پیوسته، مرتبط، پراکنده و منسوب به منجیک ترمذی است.
استاد دکتر محمدرضا شفیعی کدکنی، در یادداشت کوتاهی بر این کتاب نوشته‌اند: «کوشش ارجمندی که آقای احسان شواربی مقدم، در راه بازسازی و احیای شعرهای برجای مانده از شاعر بزرگ قرن چهارم منجیک ترمذی بسامان رسانده است جای همه‌گونه تقدیر و ستایش است به‌ویژه که در شرایط سنی ایشان باید از نوادر ایام به حساب آید.»

## دربارهٔ نام مُنجیک
منجیک نام راستین این شاعر نبوده است و برای اندام ریز و زبان نیشدارش بدو لقب منجیک داده‌اند. مُنج در پارسی معنای زنبور عسل می‌دهد با پسوند ـیک به معنای زنبوری و به مانند زنبور است. خود منجیک در این باره می‌گوید:
| هرچند حقیرم، سخنم عالی و شیرین |  | آری عسل شیرین ناید مگر از مُنج |